# Zachary Herivaux
Zachary Herivaux (Suita, 1º febbraio 1996) è un calciatore haitiano, nato in Giappone, centrocampista del Rhode Island.

## Caratteristiche tecniche
È un mediano.

## Carriera

### Club
Cresciuto nelle giovanili del N.E. Revolution, ha esordito il 18 giugno 2015 in un match di Lamar Hunt U.S. Open Cup perso 1-0 contro il Charlotte Independence.

### Nazionale
Ha esordito con la nazionale haitiana il 10 ottobre 2017 in un'amichevole pareggiata 3-3 contro il Giappone.

## Statistiche

### Presenze e reti nei club
Statistiche aggiornate al 6 gennaio 2017.
| Stagione        | Squadra         | Campionato      | Campionato | Campionato | Coppe nazionali | Coppe nazionali | Coppe nazionali | Coppe continentali | Coppe continentali | Coppe continentali | Altre coppe | Altre coppe | Altre coppe | Totale | Totale | Totale |
| Stagione        | Squadra         | Comp            | Pres       | Reti       | Comp            | Pres            | Reti            | Comp               | Pres               | Reti               | Comp        | Pres        | Reti        | Pres   | Reti   |        |
| --------------- | --------------- | --------------- | ---------- | ---------- | --------------- | --------------- | --------------- | ------------------ | ------------------ | ------------------ | ----------- | ----------- | ----------- | ------ | ------ | ------ |
| 2015            | N.E. Revolution | MLS             | 0          | 0          | USCup           | 1               | 0               |                    | -                  | -                  |             | -           | -           | 1      | 0      |        |
| 2016            | N.E. Revolution | MLS             | 5          | 0          | USCup           | 4               | 1               |                    | -                  | -                  |             | -           | -           | 9      | 1      |        |
| 2017            | San Antonio FC  | USL             | 5          | 1          | USCup           | 0               | 0               |                    | -                  | -                  |             | -           | -           | 5      | 1      |        |
| 2017            | N.E. Revolution | MLS             | 0          | 0          | USCup           | 2               | 1               |                    | -                  | -                  |             | -           | -           | 2      | 1      |        |
| Totale carriera | Totale carriera | Totale carriera | 10         | 1          |                 | 7               | 2               |                    | -                  | -                  |             | -           | -           | 17     | 3      |        |

### Cronologia presenze e reti in nazionale
| Cronologia completa delle presenze e delle reti in nazionale ― Haiti | Cronologia completa delle presenze e delle reti in nazionale ― Haiti | Cronologia completa delle presenze e delle reti in nazionale ― Haiti | Cronologia completa delle presenze e delle reti in nazionale ― Haiti | Cronologia completa delle presenze e delle reti in nazionale ― Haiti | Cronologia completa delle presenze e delle reti in nazionale ― Haiti | Cronologia completa delle presenze e delle reti in nazionale ― Haiti | Cronologia completa delle presenze e delle reti in nazionale ― Haiti |
| Data                                                                 | Città                                                                | In casa                                                              | Risultato                                                            | Ospiti                                                               | Competizione                                                         | Reti                                                                 | Note                                                                 |
| -------------------------------------------------------------------- | -------------------------------------------------------------------- | -------------------------------------------------------------------- | -------------------------------------------------------------------- | -------------------------------------------------------------------- | -------------------------------------------------------------------- | -------------------------------------------------------------------- | -------------------------------------------------------------------- |
| 10-10-2017                                                           | Nashville                                                            | Giappone                                                             | 3 – 3                                                                | Haiti                                                                | Amichevole                                                           | -                                                                    |                                                                      |
| 10-11-2017                                                           | al-'Ayn                                                              | Emirati Arabi Uniti                                                  | 0 – 1                                                                | Haiti                                                                | Amichevole                                                           | -                                                                    | 58’                                                                  |
| 29-5-2018                                                            | Buenos Aires                                                         | Argentina                                                            | 4 – 0                                                                | Haiti                                                                | Amichevole                                                           | -                                                                    | 71’                                                                  |
| 10-9-2018                                                            | Port-au-Prince                                                       | Haiti                                                                | 13 – 0                                                               | Sint Maarten                                                         | CONCACAF Nations League 2019-2020 - 1º turno                         | -                                                                    | 62’                                                                  |
| 16-10-2018                                                           | Fort de France                                                       | Saint Lucia                                                          | 1 – 2                                                                | Haiti                                                                | CONCACAF Nations League 2019-2020 - 1º turno                         | -                                                                    | 89’                                                                  |
| 17-11-2018                                                           | Managua                                                              | Nicaragua                                                            | 0 – 2                                                                | Haiti                                                                | CONCACAF Nations League 2019-2020 - 1º turno                         | -                                                                    | 77’                                                                  |
| 24-3-2019                                                            | Port-au-Prince                                                       | Haiti                                                                | 2 – 1                                                                | Cuba                                                                 | CONCACAF Nations League 2019-2020 - 1º turno                         | -                                                                    | 50’                                                                  |
| 2-6-2019                                                             | Washington                                                           | El Salvador                                                          | 1 – 0                                                                | Haiti                                                                | Amichevole                                                           | -                                                                    | 67’                                                                  |
| 6-6-2019                                                             | La Serena                                                            | Cile                                                                 | 2 – 1                                                                | Haiti                                                                | Amichevole                                                           | -                                                                    | 67’                                                                  |
| 11-6-2019                                                            | Alajuela                                                             | Guyana                                                               | 1 – 3                                                                | Haiti                                                                | Amichevole                                                           | -                                                                    | 46’                                                                  |
| 17-6-2019                                                            | San José                                                             | Haiti                                                                | 2 – 1                                                                | Bermuda                                                              | Gold Cup 2019 - 1º turno                                             | -                                                                    |                                                                      |
| 21-6-2019                                                            | Frisco                                                               | Nicaragua                                                            | 0 – 2                                                                | Haiti                                                                | Gold Cup 2019 - 1º turno                                             | -                                                                    |                                                                      |
| 29-6-2019                                                            | Houston                                                              | Haiti                                                                | 3 – 2                                                                | Canada                                                               | Gold Cup 2019 - Quarti di finale                                     | -                                                                    | 83’                                                                  |
| 3-7-2019                                                             | Glendale                                                             | Haiti                                                                | 0 – 1 dts                                                            | Messico                                                              | Gold Cup 2019 - Semifinale                                           | -                                                                    | 99’                                                                  |
| 7-9-2019                                                             | Willemstad                                                           | Curaçao                                                              | 1 – 1                                                                | Haiti                                                                | CONCACAF Nations League 2019-2020 - 2º turno                         | -                                                                    | 78’                                                                  |
| 10-9-2019                                                            | Port-au-Prince                                                       | Haiti                                                                | 1 – 1                                                                | Cuba                                                                 | CONCACAF Nations League 2019-2020 - 2º turno                         | -                                                                    | 61’                                                                  |
| 15-10-2019                                                           | Santa Cruz                                                           | Bolivia                                                              | 3 – 1                                                                | Haiti                                                                | Amichevole                                                           | -                                                                    |                                                                      |
| 2-7-2021                                                             | Fort Lauderdale                                                      | Haiti                                                                | 6 – 1                                                                | Saint Vincent e Grenadine                                            | Qual. Gold Cup 2021                                                  | -                                                                    | 81’                                                                  |
| 6-7-2021                                                             | Fort Lauderdale                                                      | Haiti                                                                | 4 – 1                                                                | Bermuda                                                              | Qual. Gold Cup 2021                                                  | -                                                                    | 81’                                                                  |
| Totale                                                               |                                                                      | Presenze                                                             | 19                                                                   |                                                                      | Reti                                                                 | 0                                                                    |                                                                      |